# Kanton Chambéry-Sud-Ouest
Kanton Chambéry-Sud-Ouest (francouzsky Canton de Chambéry-Sud-Ouest) je francouzský kanton v departementu Savojsko v regionu Rhône-Alpes. Tvoří ho pouze jihozápadní část města Chambéry.